# 克勞德克羅夫特 (新墨西哥州)
克勞德克羅夫特（英語：Cloudcroft）是位於美國新墨西哥州奧特羅縣的村。

## 人口
根據2020年美國人口普查的數據，克勞德克羅夫特的面積為4.24平方千米，皆為陸地。當地共有人口750人，而人口密度為每平方千米177人。